# 8. Flak-Division
Die 8. Flak-Division war ein Großverband der Bodentruppen der deutschen Luftwaffe im Zweiten Weltkrieg. Zuständig war die Division für die Abwehr von einfliegenden gegnerischen Flugzeugen mittels Flugabwehrgeschützen in Norddeutschland.

## Vorgeschichte

### Luftverteidigungs-Kommando Dänemark
Zunächst wurde der Verband im Mai 1940 als Luftverteidigungs-Kommando Dänemark unter dem Kommando von Generalmajor Alexander Kolb für den Einsatz im Besatzungsgebiet Dänemark mit Verbänden des Luftgau XI aufgestellt.

### Luftverteidigungs-Kommando 8
Schon im Juni 1940 erfolgte jedoch die Verlegung in den Großraum Hannover, wo es beim Luftgaukommando XI unterstellt war und nunmehr umbenannt in Luftverteidigungs-Kommando 8 das bisherige Einsatzgebiet des nun als Luftverteidigungs-Kommandos 6 bezeichneten Stab übernahm.
Hierbei waren unterstellt:
- Flakregiment 13 für den Raum Hannover
- Flakregiment 25 im Raum Harz

Im März 1941 übernahm Generalleutnant Kurt Wagner die Führung des Verbands. 
Der Stab / Luftverteidigungs-Kommando 8 wurde bei einer Neuorganisation der Luftverteidigung bei Beginn des Angriffs auf die Sowjetunion nach Bremen verlegt, um die Führung der dortigen Flakkräfte zu übernehmen. 

## 8. Flak-Division
Im Rahmen einer Neuorganisation wurde der Stab am 1. September 1941 in 8. Flak-Division umbenannt. 
Dem Stab unterstanden zum 31. Dezember 1941 folgende Kräfte:
- Flak-Regiment 13 (Flakgruppe Bremen-Süd)
- Flak-Regiment 26 (Flakgruppe Bremen-Nord)
- Flak-Regiment 89 (Flakgruppe Bremen-Mitte)
- Flakscheinwerfer-Regiment 160 (Flakscheinwerfergruppe Bremen)

Die nächste größere Umgliederung erfolgte im Juli und September 1944. 
Danach führte die 8. Flak-Division folgende Verbänden:
- Flak-Regiment 13 (Flakgruppe Bremen-Süd)
- Flak-Regiment 26 (Flakgruppe Bremen-Nord)
- Flak-Regiment 9 (Flakgruppe Osnabrück, ab März 1945 als Flakgruppe Moorland)
- Flak-Regiment 63 (Flakgruppe Stralsund, bis Oktober 1944)
- Flakscheinwerfer-Regiment 160 (Flakscheinwerfergruppe Bremen)

Am 4. Dezember 1944 wurde Generalmajor Max Schaller neuer Divisionskommandeur, was er bis Kriegsende blieb. 

### Beim VI. Flak-Korps
Angesichts der vorrückenden westalliierten Streitkräfte wurde die Division am 8. April 1945 dem VI. Flak-Korps und der Luftflotte Reich unterstellt.
Am 20. April 1945 zogen sich die Verbände der Division mit ihren mobilen Batterien aus Bremen vor den britischen Streitkräften zurück. Die fest stationierten Flakstellungen mussten entweder aufgegeben werden oder wurden gesprengt. 
Noch wenige Tage vor Kriegsende erhielt die Division den Auftrag, den Flakschutz der nördlichsten Elbe- und Weser-Fähren zu übernehmen, hierzu standen nur noch 10 schweren und 5 mittleren und leichten Flak-Batterien zur Verfügung. Der Schutz des Schiffsverkehrs war mit diesen verhältnismäßig geringen Kräften kaum mehr zu bewerkstelligen.
Beim weiteren Rückzug der deutschen Truppen erhielt die Division den Befehl, auf die Linie Brake-Bremervörde zurückzuweichen. 

### Kapitulation
Die Regimenter der 8. Flak-Division erreichten Anfang Mai noch die angestrebte neue Linie und am 5. Mai 1945 trat die Teilkapitulation der Wehrmacht für Nordwestdeutschland, Dänemark und die Niederlande in Kraft.

## Bekannte Divisionsangehörige
- Hans Schnitzler (1908–1985): Wehrdienst und Ausbildung zum Flak-Offizier im Flak-Regiment 89
- Horst Kalthoff (1926–2017): von 1943 bis 1944 Luftwaffenhelfer